# Guatteria blepharophylla
Guatteria blepharophylla é uma espécie de magnólia. Foi descrito pela primeira vez por Carl Friedrich Philipp von Martius .  Guatteria blepharophylla pertence ao gênero Guatteria e à família Annonaceae. Não existe esse tipo listado.